# Китайская корпорация авиационной промышленности II
Китайская корпорация авиационной промышленности (China Aviation Industry Corporation II, AVIC II) — китайский консорциум авиастроителей. Был создан 1 июля 1999 года путем разделения государственного консорциума China Aviation Industry Corporation (AVIC) на AVIC I и AVIC II. AVIC I был в основном ориентирован на большие самолёты, в то время как AVIC II — на малые, такие как тренажеры (JL-8), служебные самолёты (лицензионная версия Cessna 208 Caravan, L-15 и CJ-6), малые пассажирские авиалайнеры (Харбин Y-12), транспортные самолёты средней дальности (Y-8) и вертолеты (Z-8, Z-9, WZ-10 и Z-11). 28 октября 2008 года компании официально объединились в одну организацию, чтобы более эффективно управлять ресурсами и избегать дублирования проектов.

## Дочерние компании
- Changhe Aircraft Industries Corporation
- Harbin Aircraft Manufacturing Corporation
- Hongdu Aviation Industry Corporation
- Shaanxi Aircraft Company
- Shijiazhuang Aircraft Industry Co. Ltd